# Nordfjorden (Indre Fosen)
 For alternative betydninger, se Nordfjorden. (Se også artikler, som begynder med Nordfjorden)
Nordfjorden er en fjordarm af Stjørnfjorden i Bjugn og Indre Fosen kommuner i Trøndelag fylke i Norge. Den går mod nordøst til udløbet af Nordelva.
Landsbyen Råkvåg i Rissa ligger på sydsiden af fjorden og på nordsiden ligger bebyggelsen  Stallvika i Bjugn kommune.